# Sociología de la literatura

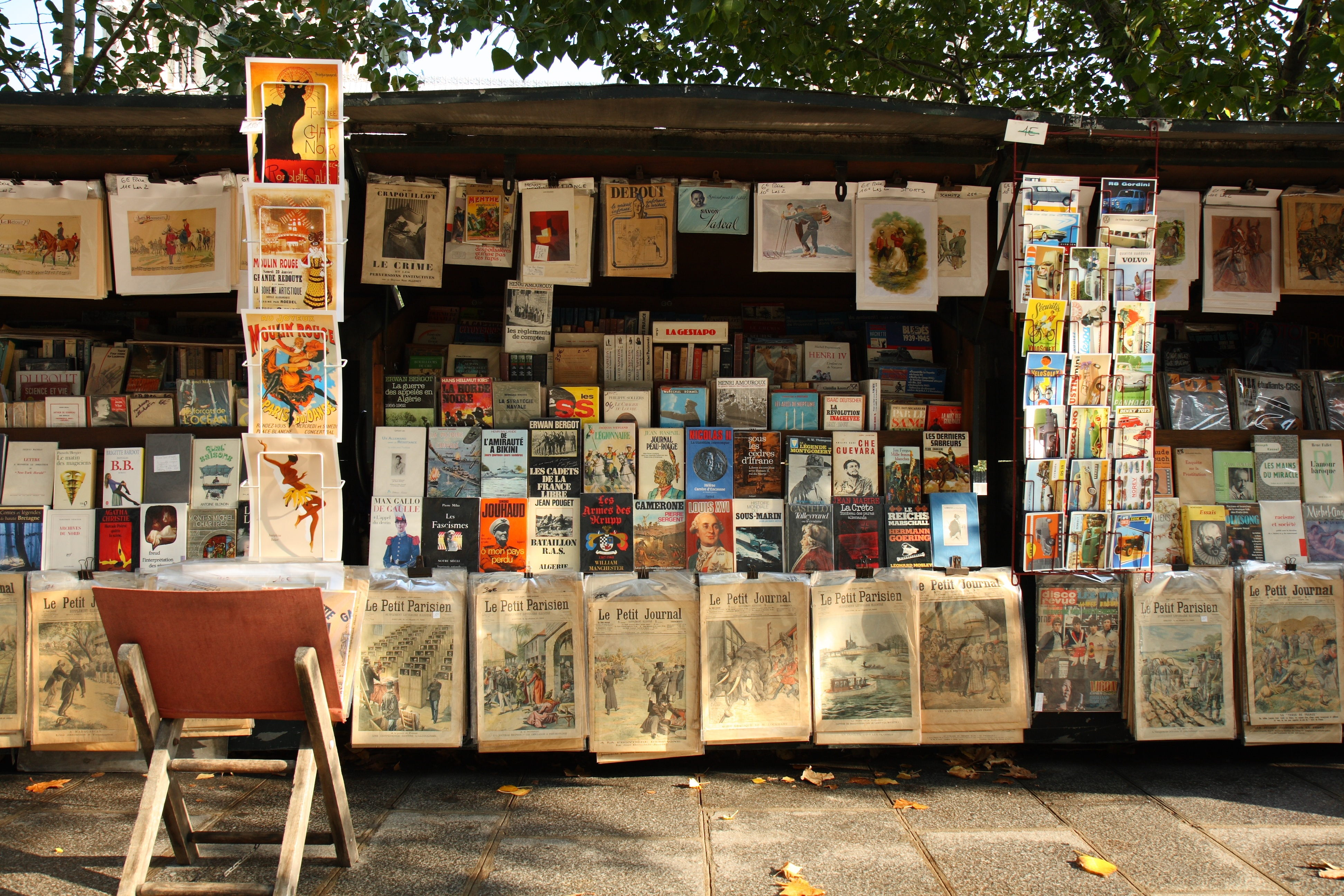
Puesto de venta de un buquinista, no lejos de la Catedral Notre-Dame de París.

La sociología de la literatura es un método de estudio de las obras literarias de los llamados trascendentes, es decir, aquellos que analizan las obras en virtud de una clave interpretativa que está más allá de la configuración lingüística del texto.
La sociología de la literatura, en concreto, establece conclusiones que parten de la consideración de la literatura como realidad, fenómeno o institución social, en tanto que relaciona las obras literarias y sus creadores, la sociedad y el momento histórico en que nacen, y la orientación política que las inspira.
La sociología de la literatura considera a la literatura como una tarea social, la cual depende de las condiciones de producción y de circulación, asociada a valores, a una “visión del mundo”. Por lo que requiere un estudio de las relaciones entre el texto y el contexto que plantee, en el plano metodológico, el problema de la tensión entre análisis interno (la estructura de la obra) y análisis externo (función social). Las intenciones de superar esta división se han centrado en las mediaciones entre la obra y sus condiciones de producción
El término sociocrítica, aunque en su origen no es sinónimo de sociología de la literatura, ha terminado por referirse, aunque de forma más restringida, al mismo ámbito de estudio. La sociocrítica fue una disciplina surgida dentro de la Nouvelle Critique francesa, que buscaba distanciarse de la estética marxista tradicional a través del uso de principios metodológicos propios de la Semiótica, la Neorretórica y la Hermenéutica. En este sentido, la sociocrítica se concentra exclusivamente en las estructuras textuales y su relación con la sociedad (en sentido lato), a diferencia de la sociología de la literatura que aborda también todo el proceso de producción, distribución, reedición y recepción de las obras.

## Introducción
Las necesidades de integrar los hechos literarios en la historia de las sociedades humanas es un descubrimiento casi contemporáneo de los inicios de la ciencia histórica tal y como se entendía a finales del siglo XVIII, es decir, requiere tener en cuenta la obra de Vico, Schlegel, Schiller, Madame de Staël y desde luego Hegel. La obra de Madame de Staël, De la littérature considérée dans ses rapports avec les institutions sociales (1800) es una referencia obligada para trazar una historia de las relaciones entre literatura y sociedad.
Son diversas las relaciones que se pueden establecer entre literatura y sociedad, aunque básicamente se reducen a dos: el análisis puede pretender ilustrar la sociedad utilizando el texto literario como un documento de época o establecer conclusiones acerca de la obra basadas, en último término, en las relaciones que se presumen entre las estructuras literarias y las sociales. Normalmente, esta segunda línea se adscribe filosóficamente al ámbito del marxismo.
La sociocrítica se interesa por la procedencia y condición social de los autores, así como por sus ideas políticas y sociales como ciudadanos y su grado de integración en el proceso social; se interesa también por el grado de dependencia de los escritores respecto de la clase dominadora o las fuentes económicas que le permitían subsistir, y la necesidad de trazar una historia del autor en la sociedad.
El estudio de la base económica de la literatura y de la condición social del escritor aparece unido al conocimiento del público al que se dirige y del cual depende económicamente. También se estudia dentro de la sociocrítica el papel desempeñado por instituciones sociales y asociaciones como el salón, el café, la academia y la universidad, y, desde luego, el papel del Estado y su intervención en el apoyo o en la prohibición de la lectura, su control mediante la censura o quema de libros.

## El marxismo y los estudios literarios
La crítica literaria marxista se ha consagrado a explicar la influencia de razones económicas en la literatura y a señalar cómo esta debía ayudar en el camino hacia el socialismo. Sus figuras más relevantes son Gramsci, Lukács, Goldmann, Adorno, Althusser, Williams, Macherey y Galvano della Volpe, que, aunque se diferencian entre sí de forma notable, comparten la misma preocupación por los problemas generales de una teoría del arte: el juicio estético debe relacionarse con el mundo social e histórico, que proporciona la matriz de las significaciones. El valor estético no puede ser aprehendido sino en relación con la dimensión social del texto. 
El precepto del realismo socialista según el cual la literatura debería reflejar la realidad y mostrar ciertas actitudes políticas, está profundamente arraigado en la crítica marxista. Esta teoría es uno de los argumentos con los que la crítica marxista hizo frente a las teorías formalistas. La idea de que el arte es reflejo de la estructura social aparece en numerosos textos marxistas y recibió su mejor formulación en las obras de Lúkacs. 

### Lukács
Cuando un crítico marxista analiza la literatura, parte de la convicción de que no se dedica a materias de opinión, sino a una realidad que es fruto de condicionantes políticos y sociales objetivos. Lo esencial de la práctica lukácsiana, por ejemplo, es el estudio detenido de un texto literario a la luz de cuestiones sociales de largo alcance. El punto de arranque es el escritor, una obra concreta, y a partir de aquí la argumentación del crítico húngaro se desplaza a niveles muy superiores mediante divagaciones muy complejas. La categoría esencial en el pensamiento de Lukács es la de totalidad, que resulta también esencial en Goldmann.
Lukács considera que el novelista no debería renunciar a la totalidad como perspectiva, pues solo en este caso la obra artística supone no ya un reflejo del mundo sino su descubrimiento y su conocimiento. En este sentido, la verdadera literatura refleja la realidad, es decir, las objetivas circunstancias históricas y sociales anteriores a su representación artística. Cualquier obra literaria verdadera salta por encima de estilos o temas para presentar al lector una visión totalizadora de la realidad. 
Para Lukács y para una parte del pensamiento marxista, el realismo determina el valor de las obras artísticas. El artista debe tender a la creación de obras que reflejen la realidad tal y como las concebía la ciencia del socialismo. 
La forma que toma la obra debe ser aquella que con mayor inmediatez permita acceder al contenido, no debe funcionar como obstáculo, no debe servir de distracción de la realidad que cuente el autor. El escritor debe aspirar a la máxima transparencia y no deformar los objetos que represente. Desde este punto de vista, el ideal sería que no existiera forma, lo que supondría identificar o superponer ambos planos: el mundo y la literatura.

### Lucien Goldmann
La compleja relación que une y separa al individuo con la sociedad es uno de los grandes temas de la investigación de origen marxista. Entre quienes mejor teorizaron sobre los vínculos que unen las ideas políticas y sociales con la literatura está Lucien Goldmann y su propuesta de sujeto colectivo.
Goldmann estudia los textos para comprobar en qué medida recogen la visión del mundo, de la clase o grupo social a que pertenece su autor. Cuanto más se acerque un texto a la articulación más completa de esa visión, más clara será su validez artística. Las obras literarias no deben verse sólo como creaciones de individuos sino de un sujeto colectivo, de unas estructuras mentales trans-individuales, es decir, de las ideas y valores que comparte un grupo. De acuerdo con estos principios, la interpretación de una obra literaria no consiste en señalar sus rasgos lingüísticos inmanentes. Para entenderla en su más amplio sentido debe recurrirse a las estructuras sociales, que dan cuenta de su génesis en una situación concreta. 
Goldmann llamó estructuralismo genético a este modo de abordar el estudio de la literatura.

### Terry Eagleton
Terry Eagleton ha propuesto estudiar las obras literarias a partir de unos niveles que se relacionan y articulan en un proceso continuo, con la intención de capturar o definir el inasible espacio en el que se mueve lo literario. Ninguna categoría es suficiente para determinar por sí sola qué es la literatura, cómo y por qué surge. 
Para ello, propone conocer, en primer lugar, el Modo general de producción (el feudalismo, el capitalismo) que es dominante en la sociedad que produce unos textos; en segundo lugar, se refiere al Modo literario de producción, que se define como una unidad de ciertas fuerzas y relaciones sociales de la producción literaria en una determinada formación social (en los estudios sobre la imprenta, por ejemplo). En tercer lugar, destaca la Ideología general, constituida por los discursos acerca de creencias y valores que están relacionadoscon las estructuras de producción material, y que reflejan las relaciones entre las experiencias vividas de sujetos individuales con las condiciones sociales en que se producen.
Esta Ideología general no siempre estará de acuerdo con el Modo literario de producción y el Modo general de producción. La clase social, el sexo, la nacionalidad, las creencias, etc. componen la ideología del autor, que se insertará o no de manera armoniosa en la Ideología general, pues entre ambas puede haber homología efectiva o una profunda contradicción (así podría ocurrir entre la ideología del autor y la expresada en la obra literaria). 
La Ideología estética sería el estrato más complejo, que interesa desde el papel de la estética o de la cultura dentro de una determinada formación social, el carácter más o menos avanzado de algunas realizaciones literarias, etc. Y finalmente, el texto, que es el producto que nace de la convergencia de los elementos mencionados.

## Pierre Bourdieu: teoría del campo literario
Bourdieu considera que es necesario superar la antinomia entre lo que él llama explicaciones internas y explicaciones externas del hecho literario (la estructuralista y marxista, respectivamente). El problema, según él, radica en que tanto el marxismo como los análisis formales han ignorado la cuestión de la lógica interna de los objetos culturales y los grupos que los producen (juristas, intelectuales, artistas...). 
Bourdieu señala, entonces, que las sociedades modernas se organizan en campos, en espacios sociales de creación cultural, científica, jurídica, etc. que no responden a una lógica única, ni a una jerarquía que los unifique. Desde el punto de vista metodológico, ya no es posible acceder al estudio de la sociedad a partir de las nociones de estructura y superestructura, porque lo objetivo y lo subjetivo, lo simbólico y lo material son elementos indisolubles. Para hacer frente a las carencias de los análisis internos y externos, Bourdieu ha desarrollado la teoría mencionada. Los campos median entre estructura y superestructura, pero permiten una autonomía de estudio, pues presentan una lógica y organización peculiares.
Para Bourdieu es esencial atender al microcosmos en el que se producen obras culturales y estudiar las relaciones que sostiene cada agente o institución con los demás. El campo vendría a ser el espacio en el que se enmarcan estas relaciones y en este ámbito se engendran las estrategias de los productores, la forma de arte que preconizan, las alianzas que sellan, las escuelas que fundan. Los determinantes externos invocados por los críticos marxistas sólo pueden ejercerse por mediación de las transformaciones de la estructura del campo, que ejerce un efecto de refracción parecido al de un prisma. Sólo si se conocen las leyes mediante las que funciona (su coeficiente de refracción, su grado de autonomía), podrán comprenderse los cambios en las relaciones entre escritores, entre los partidarios de los diferentes géneros, concepciones artísticas que suceden cuando se produce un cambio de régimen político o un reajuste económico.
El proceso de análisis de las obras culturales consiste en la correspondencia entre dos estructuras homólogas, la estructura de las obras (géneros, formas, estilos, temas) y la estructura del campo literario. La razón por la que se producen cambios en la cultura, por ejemplo los estudios literarios, reside, según Bourdieu, en los conflictos que surgen de los campos de producción correspondientes. Estas luchas pretenden conservar o transformar la relación de fuerzas instituida. Las estrategias de los agentes y de las instituciones inscritos en estas pugnas, es decir, sus tomas de posición (tanto específicas, como podrían ser las estilísticas, como las no específicas como las políticas) dependen de la posición que ocupen en la estructura del campo, en la distribución de lo que él llama capital simbólico específico y que, por mediación de las disposiciones constitutivas de su habitus, les impulsa ya sea a conservar ya sea a transformar la estructura de esa distribución.
El campo es un mundo relativamente autónomo con sus reglas y su lógica, porque impone los agentes y los objetos que pueden entrar en él. Se trata de un espacio de conflictos en el que los contendientes luchan por monopolizar el capital común. Los agentes que forman el campo (clases, grupos, instituciones) pujan dentro de él para mantenerlo o cambiarlo. Su funcionamiento no puede reducirse a una única lógica. Por lo demás, los campos, tal y como los define Bourdieu, no son entidades intemporales, sino que cambian, se desarticulan y vuelven a articularse de otra manera, es decir, se transforman.

## Literatura y compromiso: Sartre
El dilema de si el escritor debe tomar posición frente a los problemas contemporáneos o atender a su mundo interior ha estado siempre presente: la pregunta arranca de Platón, pero ha tomado un cariz especial a raíz de las guerras mundiales, los genocidios o la degradación de las relaciones humanas y de la naturaleza.
El debate acerca de la transformación de la sociedad a través del arte sufrió un gran impacto con la aparición de ¿Qué es la literatura? (1948) de Jean Paul Sartre. 
Sartre dirigió su ensayo a sus contemporáneos pero su objetivo concreto fue rebatir las opiniones vertidas por Julien Benda (1867-1956) en un conjunto de estudios sobre literatura titulado La France byzantine (1945) y en un ensayo aparecido en 1927 y titulado La trahision de los clercs (la traición de los intelectuales).
Ya durante la Primera Guerra Mundial Benedetto Croce había despreciado a los intelectuales que ignoraron su compromiso con la verdad al avalar las mentiras de la propaganda de la guerra, y en 1925 condenó el manifiesto de los intelectuales fascistas. Sus consideraciones no pasaron desapercibidas, pero fue Julien Benda quien más reflexionó en aquellos años sobre el papel que debía cumplir el intelectual en la sociedad. Benda abominaba de aquellos autores que no abordaban las grandes cuestiones que afectaban desde siempre al ser humano y se consagraban a las menudencias políticas de cada día, despreocupándose de los problemas mayores e infectando sus propios escritos con lo cotidiano. 
Sartre responde asegurando que la misión del escritor es arrimar el hombro en el momento que le ha tocado vivir, y escribir para los contemporáneos en vez de mirar el mundo con ojos futuros. El escritor no es sinónimo de creador, sino casi de soldado o de combatiente. Frente a los calificativos de obra hermosa o emocionante, el existencialismo de Sartre valora las obras en función de su importancia, de la eficacia para la causa a la que se adhiere. No son sus valores estéticos los que cuentan sino la influencia que su mensaje puede ejercer en los contemporáneos. Lo primordial de la literatura es servir a la comunidad, y eso es lo que platea Sartre en ¿Qué es la literatura?, donde propuso tres preguntas: ¿Qué es escribir?, ¿Por qué escribir? y ¿Para quién se escribe?
Sartre libera de compromiso a la poesía, porque según él, no utiliza palabras-signos sino palabras-cosas, del mismo modo que la música usa sonidos o la pintura colores. Para el prosista las palabras son significados, son las armas de las que se vale; para el poeta, las palabras son la cosa misma. El escritor vive en una situación, de modo que el silencio es tan responsable, tan culpable, como la acción. Todo escrito posee un sentido, aunque diste de aquel que el escritor quiso dar a sus páginas, pero inevitablemente, el escritor está comprometido hasta su retiro más íntimo, tanto si opina mediante su obra como si calla. Según Sartre, el placer estético es puro cuando llega por añadidura, pero primero ha de reflexionarse sobre la intención de lo que se escribe y solo después considerar el estilo o la construcción literaria.
Para Sartre, en definitiva, se escribe para revelar la relación del hombre con el mundo, lo que implica que se escribe para el público (contemporáneo) y, además, con el objeto de incitar a quienes nos rodean a tomar postura ante lo que se tiene delante. La idea básica es, entonces, que no hay comunicación al margen del tiempo; las obras del espíritu se producen para ser consumidas en el mismo lugar y momento en que se producen.